# Casa de Lava
Pour les articles homonymes, voir Down to Earth.
Pour plus de détails, voir Fiche technique et Distribution.
Casa de Lava est un film franco-germano-portugais réalisé par Pedro Costa, sorti en 1994. Le film est présenté dans la section Un certain regard au Festival de Cannes 1994.

## Fiche technique
- Titre français : Casa de Lava
- Autre titre : Down to Earth
- Réalisation : Pedro Costa
- Scénario : Pedro Costa
- Pays d'origine :  Portugal |  France |  Allemagne
- Format : couleurs - 35 mm - 1,66:1 - Dolby
- Genre : drame
- Durée : 110 minutes
- Date de sortie : 1994

## Distribution
- Inês de Medeiros : Mariana
- Isaach De Bankolé : Leão
- Édith Scob : Edite
- Pedro Hestnes : fils d'Edite